# Noureddine Boutar
Noureddine Boutar, né en 1964 sur l'île de Djerba, est un journaliste tunisien, directeur général et fondateur de la station de radio Mosaïque FM, l'une des radios nationales les plus écoutées.

## Biographie

### Fondateur et directeur de Mosaïque FM
Noureddine Boutar naît en 1964 sur l'île de Djerba. Il étudie la journalisme à l'Institut de presse et des sciences de l'information (IPSI) à Tunis, où il se spécialise dans la radio. Il travaille à Al Moussawar, puis Al Chourouk auprès des journalistes Slaheddine El Amri, Faycal Baatout, Raouf Mkaddemi et Si Slah.
Le 7 novembre 2003, il fonde la radio Mosaïque FM basée dans le quartier de Monplaisir à Tunis avec six autres associés, dont le gendre du président Zine el-Abidine Ben Ali, Belhassen Trabelsi. Il en est l'actionnaire majoritaire.
Première station privée en Tunisie, elle est tenue par une équipe de 75 personnes dont trente animateurs-producteurs et couvre l'ensemble du territoire. Son taux de pénétration s'élève à 80 % de la population en raison d'une grande proximité avec ses auditeurs. Son succès tient notamment à son ton éditorial, ses programmes musicaux, ses émissions politiques et le dynamisme de ses animateurs.
En 2011, Noureddine Boutar lance le programme Midi-Show, une revue de l'actualité politique nationale en Tunisie invitant des intervenants critiques, notamment envers la politique en place du président Kaïs Saïed. Certaines accusations portées lors des émissions sont parfois dénoncées comme des diffamations.

### Arrestation en 2023
Le 13 février 2023, Noureddine Boutar est interpellé et perquisitionné à son domicile,. Après six heures d'audition, il est placé en détention à la prison de Mornaguia. Le 15 février, la détention est prolongée de cinq jours sans inculpation. Le 20, le juge d'instruction du pôle judiciaire financier émet un mandat de dépôt à son encontre. Le 22 mars, la 32e chambre de mise en accusation de la cour d'appel de Tunis refuse sa demande de libération déposée par son comité de soutien.
Noureddine Boutar fait alors l'objet d'une détention de quatre mois pour « blanchiment d'argent et enrichissement illégal » et « complot contre la sûreté de l'État » en même temps que 28 autres personnalités politiques et médiatiques entre les 11 et 13 février 2023. Parmi les personnalités arrêtées figurent les chroniqueurs radio Haythem El Mekki et Ilyes Gharbi à qui on reproche des failles de sécurité dans l'émission Midi Show, ou encore Salah Attia et Khalifa Gasmi, un reporter régional de Mosaïque FM condamné en appel à cinq ans de prison pour avoir divulgué des informations sur une opération policière sanctionné par la loi antiterrorisme.
Ces actes sont dénoncés par les ONG Reporters sans frontières et Amnesty International, ainsi que par le Parlement européen qui demande sa libération immédiate après une résolution adoptée le 16 mars, dans la continuité d'une première votée en 2021. Le 22 mai, une mobilisation, organisée notamment pour le Syndicat national des journalistes tunisiens (en), se tient devant le siège de la brigade de police criminelle interrogeant les chroniqueurs.
La cour d'appel du pôle financier de Tunis le relaxe contre une caution d'un million de dinars (environ 300 000 euros) et une interdiction de quitter le territoire. Le 24 mai, Noureddine Boutar est l'une des premières personnalités à être libérées,.